# Сальница (летописная река)
Сальница (Салница; укр. Сальниця) — летописная река на Украине из бассейна Дона. Учёные до сих пор ведут дебаты по поводу того, с какой из современных рек её следует отождествить. Однако большинство считает её притоком Северского Донца, предположительно впадающим в него в районе Изюма, на что указывает её расположение между реками Изюм и Изюмец согласно некоторым спискам Книги Большому Чертежу В этом документе говорится, что Сальница впадает с правой стороны, но большинство исследователей, тем не менее, считают Сальницу левым восточным притоком Северского Донца. Ошибку Книги Большому Чертежу объясняют либо тем обстоятельством, что в районе Изюма Северский Донец делает крутой поворот на север и направление его русла прямо противоположно основному направлению течения реки, либо тем, что в древности у людей были другие представления о том, какие притоки считать правыми, какие — левыми, то есть смотрели не по, а против течения реки, что более вероятно (по этой же причине в Книге Большому Чертежу реки Харькова и Лопина (Лопань) оказались «с правой стороны» от реки Уды).
Первым заинтересовался местоположением реки В. Н. Татищев: «…оная течёт в Донец с правой стороны, ниже Изюма, как в Большем чертеже показано…»
Е. Ф. Зябловский писал: «Изюмский уезд занимает самую Южную часть [Слободско-Украинской] Губернии. Орошается Северным Донцом, Осколом, Торцем, Бритаем, Сальницею и другими».
.

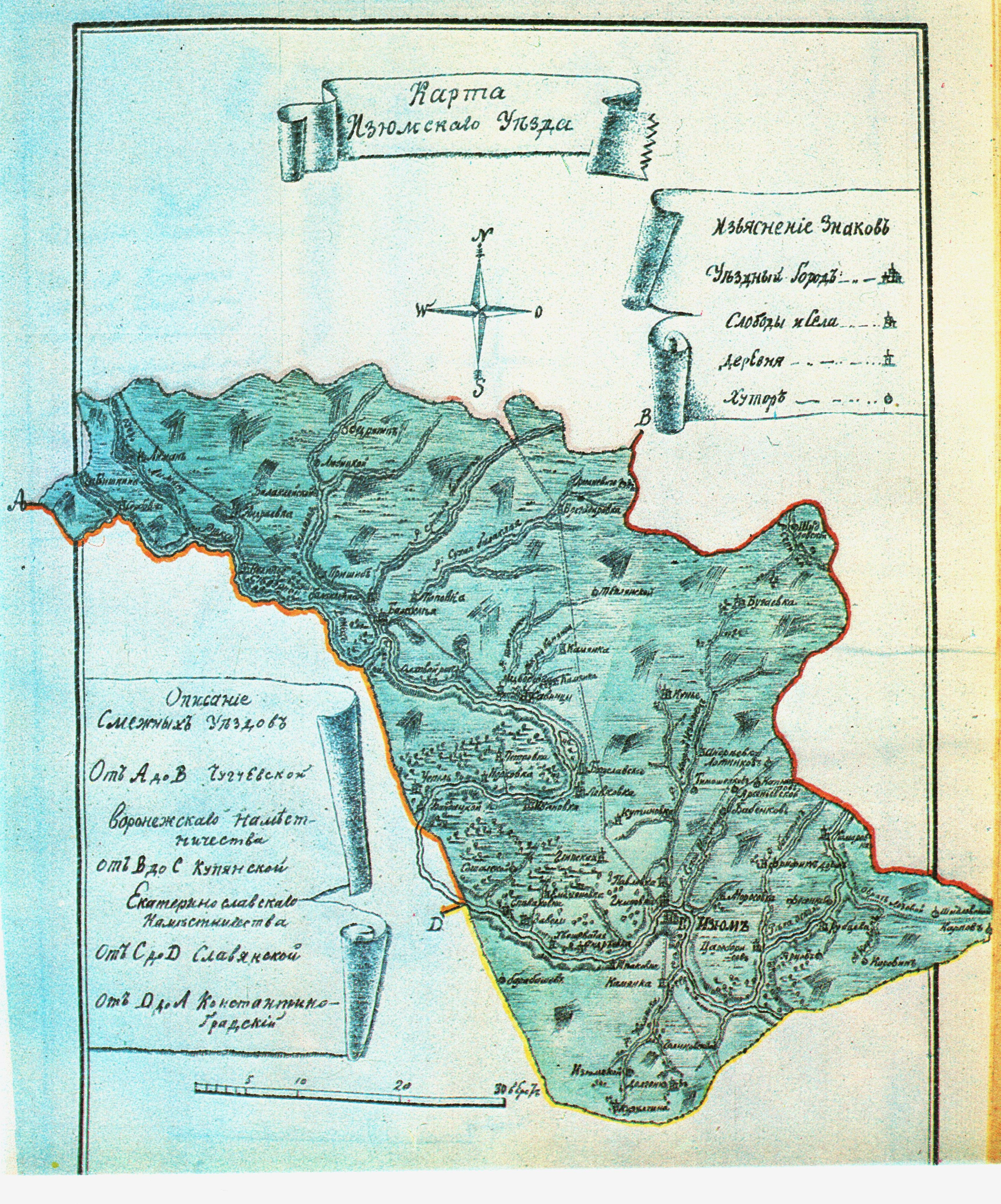
Изюмский уезд в 1788 году. При увеличении видны притоки Северского Донца Сухой Изюмец и Мокрый Изюмец, но Сальница не показана. Единства мнений нет, но многие исследователи ищут Сальницу где-то здесь…

«Мы внимательно осмотрели прежде всего Сальницу — реку, от которой, согласно летописи, начинался путь Игоря в Половецкую степь, — пишет М. Ф. Гетманец. — Сейчас это небольшой ручей, впадающий в Северский Донец в центре города у небольшого моста. В этом месте в старину был удобный брод, известный в исторической литературе под названием Изюмского перевоза. После основательных историко-географических изысканий В. Н. Татищева, А. В. Логинова, К. В. Кудряшова и Н. В. Сибилева вопрос о Сальнице большинством советских учёных признан окончательно решённым»
Упоминания в летописях реки связаны с русско-половецкими войнами: Битвой при Сальнице в 1111 году и походом новгород-северского князя Игоря Святославича в 1185 году. Река протекает недалеко от реки Оскол, поскольку князья Игорь Святославич и его брат Всеволод Святославич, согласно Ипатьевской летописи, пошли к Сальнице после встречи на Осколе.
Наиболее полная информация о реке собрана в Энциклопедии «Слова о полку Игореве».